# Tony Moore (dessinateur)
Pour les articles homonymes, voir Tony Moore et Moore.
Tony Moore est un dessinateur américain de comics, notamment connu en tant que co-créateur de la série The Walking Dead.

## Biographie
Tony Moore est né à Lexington dans le Kentucky le 20 décembre 1978. Au cours de sa jeunesse, il fait la connaissance de Robert Kirkman, avec qui il crée par la suite sa première série, Battle Pope, qu'ils publient sur leur propre label indépendant Funk-O-Tron. Moore et Kirkman lancent ensemble plusieurs autres projets avant de rencontrer le succès en 2003 avec The Walking Dead, publiée par Image Comics. 
La série permet au travail de Tony Moore d'être reconnu, notamment à travers deux nominations aux Prix Eisner, la première en 2004 en tant que co-créateur de The Walking Dead avec Robert Kirkman, la seconde l'année suivante en tant que meilleur artiste de couverture,. Il quitte cependant assez rapidement l'aventure, remplacé au dessin par Charlie Adlard après le numéro 6. Il continue cependant à réaliser les couvertures du comic book jusqu'au numéro 24.
Après The Walking Dead, Tony Moore crée les séries The Exterminators avec Simon Oliver (Vertigo) et Fear Agent (Dark Horse Comics) avec Rick Remender et travaille sur les séries de Marvel Comics The Punisher et Ghost Rider.
En février 2012, Tony Moore dépose plainte contre Robert Kirkman, qu'il accuse de ne pas avoir respecté l'accord passé lors de la cession des droits sur The Walking Dead selon lequel il devait obtenir un pourcentage des bénéfices générés par le titre. Kirkman publie rapidement un communiqué démentant ces allégations, qu'il qualifie de « ridicules ». Après une plainte en retour de Kirkman suivie d'une deuxième plainte de Moore, les deux auteurs annoncent en septembre 2012 avoir trouvé un accord qui met fin à leur querelle juridique.

## Publications

### En français
- Walking Dead (scénario Robert Kirkman) :
  - Walking dead 1, Semic, coll. « Semic N.O.I.R », mars 2005, 34 p.,  (ISBN 2-84857-126-8) ; réédité sous le titre Passé décomposé en 2007 aux éditions Delcourt, coll. « Contrebande »,  (ISBN 978-2-7560-0912-4)
  - Art Book, Delcourt, coll. « Contrebande », novembre 2011,  (ISBN 978-2-7560-2718-0) (reprend l'ensemble des couvertures réalisées par Tony Moore pour le comic book)
- Les Exterminateurs (scénario Simon Oliver)
  1. Bug Brothers, Panini Comics, coll. « 100% Vertigo », février 2008, 108 p.,  (ISBN 978-2-8094-0189-9)
- Fear Agent (scénario Rick Remender, dessin de Tony Moore et Jerome Opeña), éditions Akileos :
  - Tome 1, Re-ignition, février 2008, 89 p.,  (ISBN 978-2-355-74006-0)
  - Tome 3, Le Dernier Adieu, octobre 2008, 92 p.,  (ISBN 978-2-355-74029-9)
  - Tome 5, Conflit d'égo, décembre 2009, 116 p.,  (ISBN 978-2-355-74056-5)
  - Tome 6, Déphasé, novembre 2011, 113 p.,  (ISBN 978-2-355-74045-9)
- Battle Pape (scénario Robert Kirkman), Éditions Stara, avril 2010, 368 p.,  (ISBN 978-2-9528164-2-7)
- Brit (scénario Robert Kirkman, dessin de Tony Moore et Cliff Rathburn) :
  1. Baroudeur, Delcourt, coll. « Contrebande », septembre 2011, 150 p.,  (ISBN 978-2-7560-2704-3)